# Skatgås

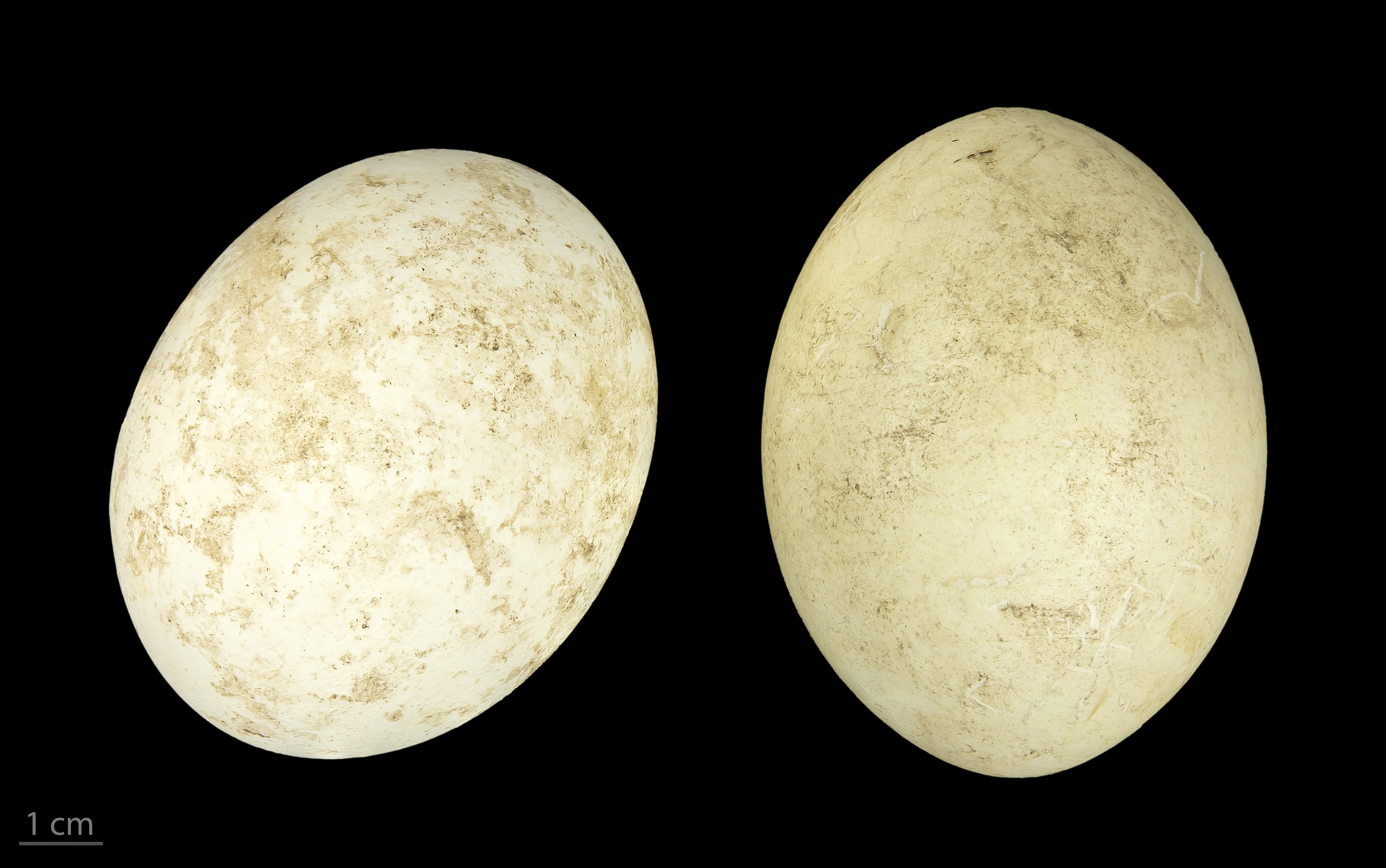
Anseranas semipalmata

Skatgås (Anseranas semipalmata) är en and som återfinns i Australien och Nya Guinea. Arten är en mycket distinkt andfågel som på grund av detta numera oftast placeras i den egna familjen Anseranatidae.

## Systematik
Skatgåsen är en distinkt medlem i ordningen andfåglar (Anseriformes) och föreslås en placering i den egna familjen Anseranatidae i det egna släktet Anseranas. Denna placering föreslogs först av Sibley-Ahlquist, 1990, baserat på DNA-DNA-hybridisering. Detta stöds av morfologiska studier.
Familjen Anseranatidae är mycket gammal och utvecklades redan före krita/tertiär-utdöendet. Fossila fynd från familjen är få men en obeskriven art från sen oligocen i Billy-Créchy i Frankrike tillskrivs familjen. Släktet Anatalavis som är känt från sen krita/tidig  paleocen i New Jersey, USA och från tidig eocen i Walton-on-the-Naze, Essex, England beskrivs ibland som de första kända arterna inom familjen.

## Utbredning
Den häckar i norra och östra Australien i Western Australia, Northern Territory, Queensland så långt söderut på östkusten som till Rockhampton. Tidigare häckade den så långt söderut som till Victoria och östra South Australia men i dessa delstater är den utdöd. Dock har man återintroducerat arten i Victoria. Arten häckar även på och i Irian Jaya och Papua Nya Guinea på södra Nya Guinea.
Tillfälligtvis observeras den på Tasmanien och i New South Wales och den har observerats i Indonesien.

## Utseende, läte och fältkännetecken
Skatgåsen är en omisskännlig stor fågel med en svartvit fjäderdräkt och långa kraftiga gula ben. De stora fötterna är bara delvis försedda med simhud. Näbbfärgen varierar från gulorange till rosa och den har en ljusgrå näbbnagel. Könen är lika till utseendet men hanarna är större. Till skillnad från änderna (Anatidae) så ruggar de gradvis och är därmed aldrig flygoförmögna.
Under häckningsperioden lever de tillsammans familjevis eller i mindre flockar men utanför häckningstiden kan de uppträda i stora skränande flockar med flera tusen individer. 
Den har ett högljutt ljust trumpetande läte.

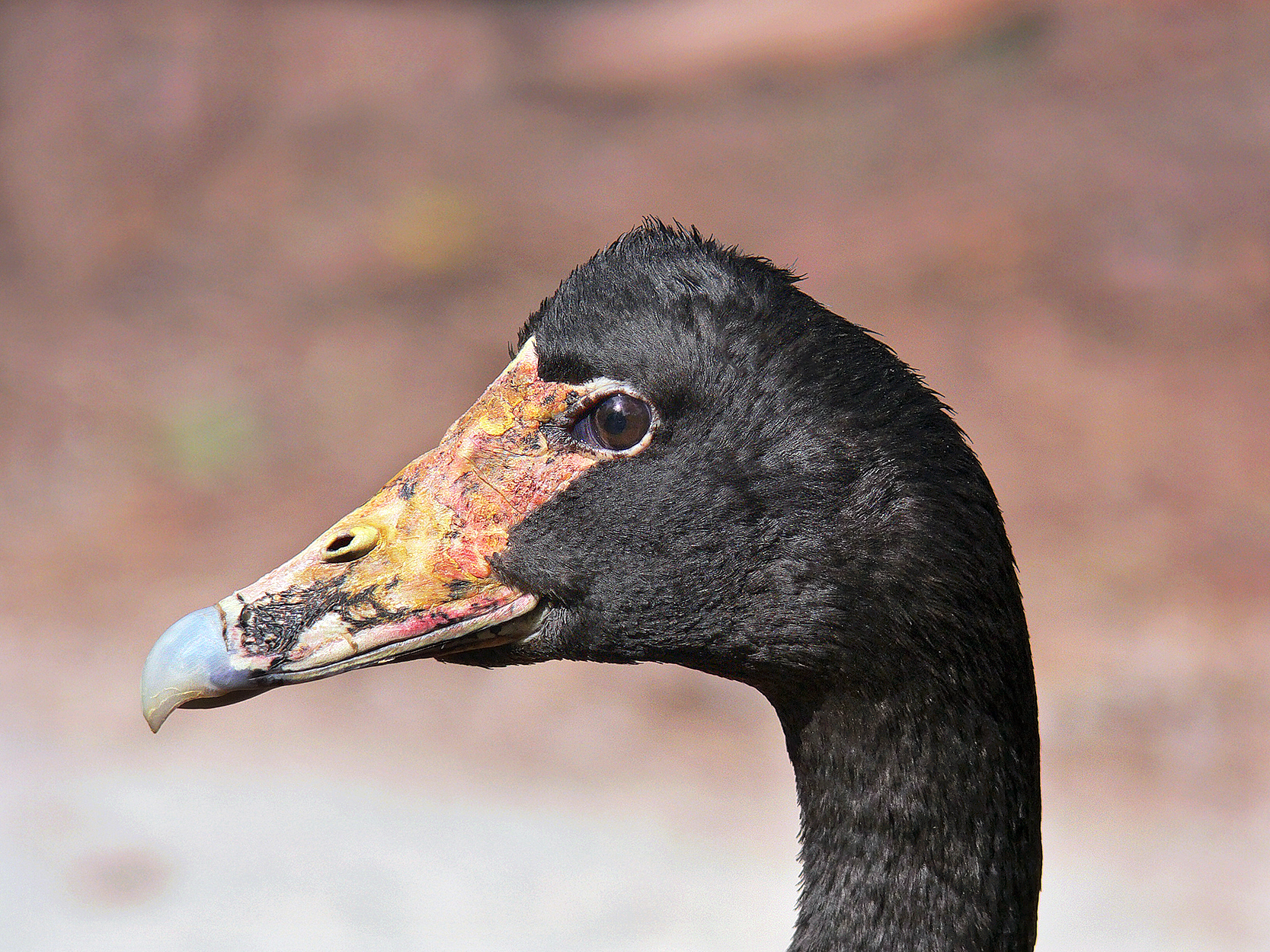

## Ekologi

### Biotop och föda
Den återfinns i öppna vattenbiotoper som laguner, flodbäddar, sjöar och träsk. Den är mestadels en stannfågel men vissa populationer genomför förflyttningar under torrperioden. Den födosöker både på land och i vattnet där den främst äter växtdelar men även animalisk föda.

### Häckning
Den placerar sitt platta rede på marken, ofta i mitten av ett träsk, och lägger i genomsnitt fem till åtta gulvita ägg. En del hanar parar sig med två honor som då lägger äggen i samma rede och då kan det förekomma reden med upp till 14 ägg. Häckningsperioden varierar mellan antingen januari–mars eller juli–december beroende på när regnperioden infaller.

## Status och hot

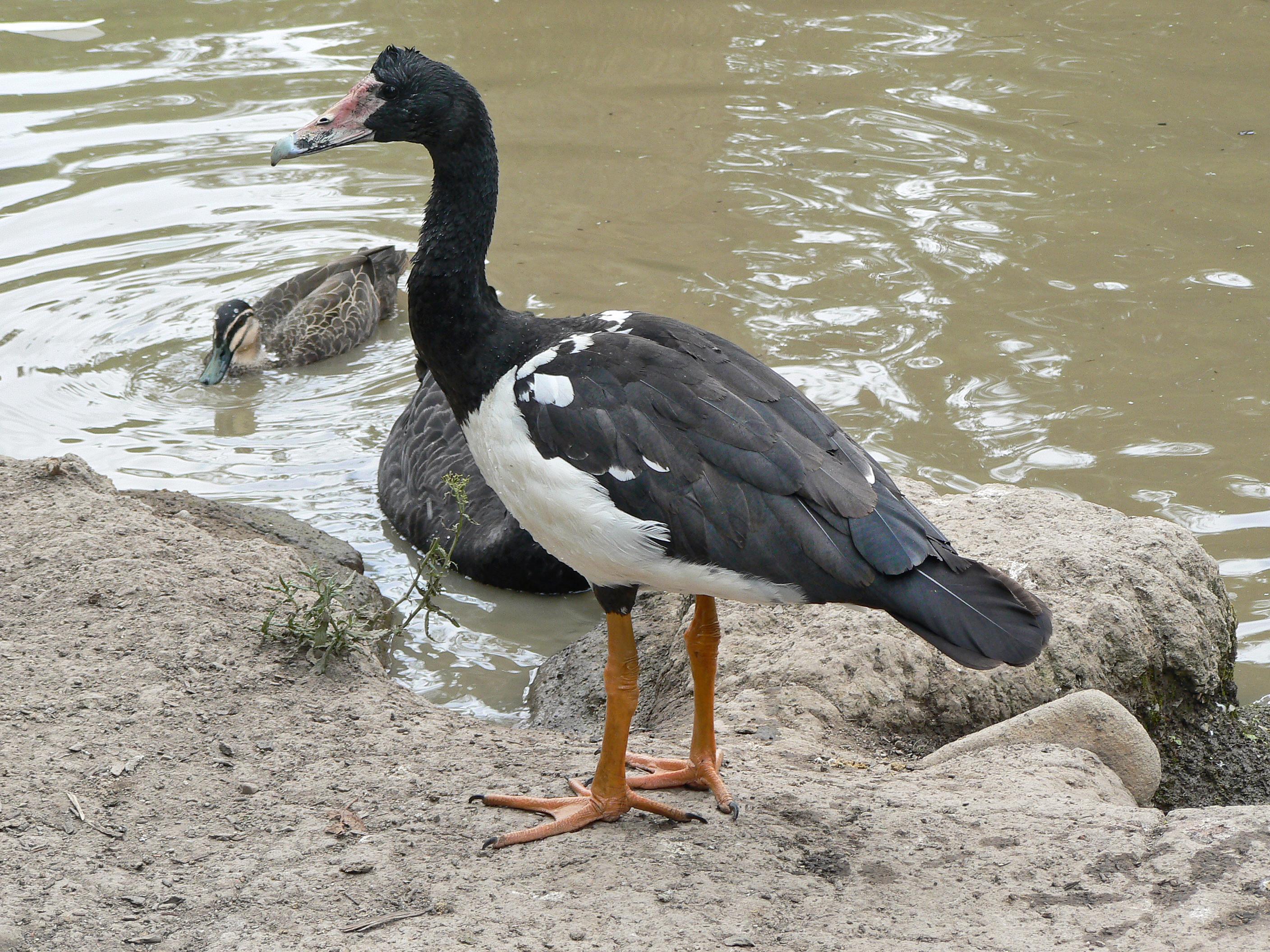
Skatgås tillsammans med stripand (Anas superciliosa) fotograferad i naturreservatet Healesville i Victoria.

Världspopulationen är inte hotad och kategoriseras av Birdlife International som livskraftig. Viss kontrollerad avskjutning sker på platser i Australien under perioder då antalet är stort. Däremot är den lokalt återintroducerade populationen i Victoria hotad och kategoriseras som missgynnad (NT).